# Dosyłacz
Dosyłacz – urządzenie służące do dosyłania naboju do komory nabojowej. W broni artyleryjskiej dosyłacz może być mechanizmem sprężynowym, elektrycznym, pneumatycznym lub hydraulicznym, w broni strzeleckiej rolę dosyłacza pełni najczęściej czółko zamka.